# 曾永賢
曾永賢（1924年12月8日—2019年12月3日），日治新竹州苗栗郡銅鑼庄人，千葉明倫中學校畢業、早稻田大學政治系，1947年受洪幼樵吸收加入中國共產黨台灣省工作委員會，1952年自新後任職調查局第四處，1990年處長退休，退休後受李登輝倚重，任國策顧問、總統府資政，並擔任兩岸密使，自1993年後每年與葉劍英之子葉選寧會面，進行情報交流，晚年臥病在床，2019年12月3日病逝。

## 生平

### 童年時代
曾永賢，1924年12月8日生於苗栗銅鑼，母親為苗栗四湖望族，曾永賢幼年就讀富士公學校，學業成績優良，從一年級到六年級都是第一名，畢業後曾永賢就讀苗栗第一公學校高等科，受二哥曾永安留學日本影響，曾永賢也嚮往前往日本求學。

### 民族主義青年
1939年曾永賢前往日本，先在神田補習了一年半，1941年插班千葉縣明倫中學四年級，由於明倫中學是台灣人興辦，校內多半是台灣及韓國學生，韓國學生與台灣學生會爭論「誰比較愛國?」，韓國學生認為台灣人比較馴服於日本人，而韓國始終有反日活動，如虹口公園爆炸事件，中學畢業後，曾永賢受二哥畢業於早稻田大學專門部政治經濟部影響也就讀了該系，在校期間在圖書館打工，接觸到了馬克思及列寧的書。
二哥與銅鑼同鄉住在東京代代木上原，由於二哥的朋友都具有「反日」思想，開始自組讀書會研讀三民主義及實業計畫，1941年太平洋戰爭爆發，這批民族主義者分為兩派，曾永賢二哥曾永安左傾支持中共的社會主義，也影響了曾永賢成為左翼信徒。

### 加入共產黨
1946年，記者國松藤一介紹曾永賢加入日本共產黨的「共產主義青年團」，由於戰爭期間台灣同鄉陸續返台，曾永賢決定完成學業後返台搞革命，在很偶然的情況下認識了謝雪紅、李喬松、何集淮。起先，曾永賢返台後在苗栗銅鑼地區組資讀書會，主要是以反獨裁爭民主為主題獲得群眾支持，有一次他發現學員中有來自台中商職的學生證在研讀毛澤東的新民主主義，於是詢問書的來源，由此認識了教師何集淮，後來何集淮邀請曾永賢到謝雪紅家中吃飯，因而認識了許多台共成員，並自此每週到台中參與台中師範、台中商職的教師集會，認識了蔡伯勳、呂煥章及復興小學的陳姓主任，二二八事件之後，曾永賢由洪幼樵引薦於1947年6月正式加入中國共產黨，參與中國共產黨台灣省工作委員會。

### 二七部隊
1947年二二八事件發生後，曾永賢參與了二七部隊，曾永賢與何集淮、蔡伯勳、呂煥章等人組成核心組織，多數由商職教師組成，初期負責製作文宣，呼籲爭取民主、反獨裁等，在火車站、學校散發。3月12日獲悉國軍即將南下，李喬松等人安排卡車，將台中干城營區的部隊撤往南投埔里武德殿，主要是台中一中、台中師範、台中商職的學生約一百五十多人，3月14日謝雪紅與周明到埔里與部隊會合，決議尋找退路，曾永賢等多人即進山前往霧社、萬大等第尋求支援，3月16日烏牛欄戰役，下午謝雪紅前往竹山，疑與嘉義張志忠與李媽兜會合，曾永賢與何集淮等人逃往東勢、神岡後返家。

### 發展組織
1947年二二八事件後由洪幼樵介紹加入中國共產黨台灣省工作委員會，5月曾永賢父親過世，6月曾永賢透過關係找到工作單任新竹縣參議會議事組主任，參議會地址在桃園，由於中部的共黨組織由洪幼樵負責，桃園則隸屬張志忠負責，因此，曾永賢組織關係轉為張志忠領導，數月後，桃園地區省工委負責人改為陳福星，曾永賢負責桃園、竹南及苗栗的組織發展，由於黨內讀書會等工作日趨繁重，1949年11月，曾永賢辭去新竹縣參議會的工作。至此，曾永賢領導了竹南地區的頭份支部、三灣支部，另外，苗栗、獅潭及三義各一個支部。
1948年4月，陳福星介紹頭份鎮公所劉雲輝成立竹南支部，劉雲輝吸收三灣鄉公所的孫阿泉，孫再吸收同事江添進、宋松財成立三灣支部，江添進延攬彭南華加入，彭南華吸收廖天珠及黃逢開，將組織發展到南庄、獅潭，1949年12月16日，台灣省工作委員會武裝部長張志忠在神桌山辦思想研習會，共有十六位幹部參加，包括陳福星、曾永賢、黎明華，鍾蔚璋、徐邁東、劉雲輝、宋松財、彭南華、黃逢開、廖天珠、江添進、孫阿泉、曾興成、李旺秀、張南輝、張志忠。

### 逃亡
1949年12月31日張志忠落網，不久蔡孝乾也遭到逮捕，台灣省工作委員會面臨瓦解，黎明華與陳福星、曾永賢進入三灣住在成員孫阿泉家中，1950年2月，黎明華收到張志忠隨身攜帶的公事包，立即決定撤退，轉移至銅鑼投靠羅坤春等人，並在山地躲藏，1950年4月，老洪陳福星帶來華東局四月指示，隱蔽精幹、積蓄力量為方針，黎明華負責聯繫流亡黨人。隨著韓戰爆發後，美國第七艦隊駛入台灣海峽，他們意識到要進行長期作戰。

### 自新
自蔡孝乾於1950年變節後，台共四大金剛先後落網，台灣省工作委員會北中南各地組織紛紛瓦解。當局初期以強烈手段鎮壓共黨活動，即使自首也幾乎難以倖免，而陳福星、曾永賢等人即成立重組後的台灣省工作委員會，已退守保幹為原則，潛伏在苗栗三義魚藤坪附近，當局為了徹底清除共黨勢力在台蔓延，自1951年底，蔣經國決定以招撫取代鎮壓，讓省工委成員自新，然而，自新人員必須將組織全盤托出。1951年，由於竹東支部書記劉興炎遭逮捕策反，黎明華於1951年7月17日遭逮捕，並安排內線范新戊進入組織，由保密局設計進行分批逮捕，1952年4月蕭道應、陳福星、曾永賢先後在魚藤坪被誘捕，自此，省工委覆滅。
陳福星、曾永賢等人的自新，對其過去在海山、桃園、新竹、苗栗地區的組織經營造成致命性的打擊，許多舊時讀書會成員，地方支部成員紛紛遭到立案逮捕判刑，甚至槍決，有南庄支部日進春、王興煜、張義珍、張燕梅、葉佳裕、姜堯鑫，竹南支部的連東信、曾國沐、鄭錦章，三灣支部林嘉鴻、陳維芳、劉福壬等數十人遭判死刑，數百人遭判十年以上徒刑，甚至是藏匿過曾永賢的姊夫邱聯飛也遭判刑，邱聯飛的兄長通霄鎮長邱乾耀遭判死刑而江添進、黃逢開的家人都受到牽連，江添進的父親江應發遭到槍決，黃逢開的弟弟黃逢銀也遭到判刑，許多家庭都家破人亡。另外，在洪國式案中，曾永賢也在自傳中提及江德興曾加入九三學社，自新成員的證詞成為白色恐怖時期許多悲劇的推手。自新的幹部包含陳福星、黎明華、劉興炎、鍾慰章、曾興泉、李旺秀、陳華清、彭南華、黃雙全等，都進入保密局匪情研究室工作。
自新後，曾永賢進入調查局工作，從事匪情研究，專門對大陸進行情報分析，歷任調查局第四處科員、調查員、副處長，並至各大專院校教授大陸關係，1990年處長退休。

### 兩岸密使
1990年曾永賢處長退休，由於曾永賢多年負責匪情研究，總統李登輝為了避免兩岸之間發生不必要的誤會及衝突，委請曾永賢擔任兩岸密使，聘任曾永賢為國策顧問，自1993年後每年與葉劍英之子葉選寧或其部屬會面，每年至少兩次在香港、澳門、越南、菲律賓等地進行情報交流。
2000年陳水扁當選總統，曾永賢被聘為總統府資政，並將重心轉移為台日關係，創辦常態性的「台日論壇」，邀集日本前首相中曾根康弘等重量級人物與會，2004年曾永賢自總統府退休，晚年一眼失去視力，鮮少參與活動，過世前已一段時間臥病在床，2019年12月3日病逝，享耆壽95歲。